# Local Interconnect Network
 For alternative betydninger, se LIN.
Local Interconnect Network (LIN) er en seriel datanetprotokol anvendt til datakommunikation mellem komponenter i køretøjer. 
Behovet for en billig serielt datanet steg som teknologier og faciliteter blev implementeret i biler, men CAN-bussen var for dyr at implementere for hver komponent i bilen. Europæiske bilfabrikanter startede med at lave nye kommunikationstopologier, som ledte til kompatibilitetsproblemer.
I de sene 1990'ere, blev LIN Consortium grundlagt af fem bilfabrikanter af (BMW, Volkswagen Audi Group, Volvo Cars, DaimlerChrysler), med teknologier bibragt (datanet og hardware-ekspertise) fra Volcano Automotive Group og Motorola. Den første fuldt implementerede version af den nye LIN specifikation (LIN version 1.3) blev offentliggjort i november 2002. September 2003 blev version 2.0 introduceret for at udvide mulighederne. LIN kan også anvendes over køretøjets interne akkumulatorelnet med DC-LIN-transceivere.

## LIN-fordele
- Let at bruge
- Komponenter er tilgængelige
- Billigere end CAN og andre kommunikationsbusser
- Mindsker ledningsrod
- Mere pålidelige køretøjer
- Udvidelser er let at implementere.
- Ingen protokol-licensafgift nødvendig

LIN er ikke en fuld erstatning af CAN-bussen, men LIN-bussen er et godt alternativ når det skal gøres billigt og hastigheden ikke er vigtig.

## Anvendelser
| Anvendelsessegmenter | Specifik LIN anvendelseseksempler                                                    |
| -------------------- | ------------------------------------------------------------------------------------ |
| Tag                  | Sensor, lyssensor, lysstyring, soltag                                                |
| Rat                  | Fartpilot, vinduesvisker, blinklys, klimastyring, radio                              |
| Sæder                | Sædepositionsmotorer, selealarm, kontrolpanel                                        |
| Motor                | Sensorer, små motorer                                                                |
| Klima                | Små motorer, kontrolpanel                                                            |
| Døre                 | Spejle, central ECU, spejlkontakt, rul vindue op og ned, sædestyringskontakt, dørlås |